# Histiotus humboldti
Histiotus humboldti é uma espécie de morcego da família Vespertilionidae. Pode ser encontrada na Colômbia e oeste da Venezuela.